# Cmentarz ewangelicki w Krobielewku
Cmentarz ewangelicki – dawny cmentarz ewangelicki zlokalizowany w centrum Krobielewka (gmina Skwierzyna), obok kościoła Najświętszego Serca Pana Jezusa. 
Cmentarz o powierzchni 0,1 ha został założony w połowie XIX wieku i działał do końca II wojny światowej. Po wojnie zdewastowany. Odtworzony w postaci lapidarium w początkach XXI wieku w ramach akcji Ocalić od zapomnienia.
Na terenie wsi znajduje się drugi cmentarz (katolicki), na którym znajduje się również stara kwatera ewangelicka. Leży on przy skrzyżowaniu dróg wojewódzkich. Stoi na nim polsko-niemiecka tablica pamięci mieszkańców Krobielewka/Klein Krebbel - ofiar II wojny światowej, którzy zginęli 30 stycznia 1945 r.: Friedel, Cecilie, Leo Bartoschek, Josef, Hedwig, Maria, Bernhardt Jungbluth, Paul Lehmann i Anna Schulzik.